# Killebäckstorp
Killebäckstorp is een plaats in de gemeente Båstad in het Zweedse landschap Skåne en de provincie Skåne län. De plaats heeft 61 inwoners (2005) en een oppervlakte van 6 hectare. Killebäckstorp wordt omringd door zowel landbouwgrond als wat bos. De plaats bestaat uit wat vrijstaande huizen gelegen aan een weg. De plaats Båstad ligt zo'n tien kilometer ten noorden van het dorp.
Båstad · Förslöv · Torekov · Grevie · Östra Karup · Västra Karup · Rammsjöstrand · Eskilstorp en Hemmeslövs gård · Kattvik · Killebäckstorp · Axelstorp